# Arthur Wear
Arthur Yancey Wear (n. 1 de marzo de 1880 - f. 6 de noviembre de 1918) fue un jugador de tenis estadounidense que compitió en los Juegos Olímpicos de 1904 en Saint Louis.
Wear ganó la medalla de bronce olímpica en tenis en los Juegos Olímpicos de 1904 en Saint Louis. Se quedó en tercer lugar en el torneo de dobles junto a Clarence Gamble. En las semifinales perdieron ante los ganadores de la medalla de oro Beals Wright y Edgar Leonard cuyo marcador fue 1-6, 2-6.